# Brechmorhoga vivax
Brechmorhoga vivax är en trollsländeart som beskrevs av Philip Powell Calvert 1906. Brechmorhoga vivax ingår i släktet Brechmorhoga och familjen segeltrollsländor. Inga underarter finns listade i Catalogue of Life.